# HMS Vancouver (1917)
«Ванкувер» (англ. HMS Vancouver, з 1928 року — «Вімі» (англ. HMS Vimy (D33) — військовий корабель, ескадрений міноносець «Адміралті» типу «V» Королівського військово-морського флоту Великої Британії за часів Другої світової війни.
«Ванкувер» був закладений 15 березня 1917 року на верфі компанії William Beardmore & Company у Клайдбанкі, де 28 грудня 1917 року корабель був спущений на воду. 9 березня 1918 року він увійшов до складу Королівських ВМС Великої Британії. 1 квітня 1928 року перейменований на «Вімі».
Корабель брав участь у бойових діях на морі в Першій та Другій світових війнах, а також залучався разом з іншими британськими кораблями до бойових дій в акваторії Балтійського моря, захищаючи незалежність Балтійських країн від більшовиків під час громадянської війни в колишній Російській імперії. У роки Другої світової переважно бився в Атлантиці. За проявлену мужність та стійкість у боях бойовий корабель заохочений п'ятьма бойовими відзнаками. За воєнний час есмінець «Вімі» у взаємодії з іншими кораблями Королівського флоту потопив німецькі підводні човни U-162 і U-187.

## Історія служби
На початку жовтня 1940 року «Вімі» відправлений з крейсером «Кенія» та есмінцями «Оттава», «Дуглас», «Ерроу», «Сейбр» та «Ектів» до Фрітауна. У жовтні 1940 року разом з крейсером «Кеніа» та есмінцями «Сейбр», «Акейтіз» та «Ерроу» забезпечував супровід конвою WS 3B у Західних підходах.
З червня 1941 року вийшов у тривалий похід до Гібралтару, а звідсіля до Фрітауна на заході Африки, де разом з іншими кораблями увійшли до складу оперативної групи Атлантичного флоту, що обороняла підступи до цього стратегічно важливого порту.
21 вересня 1941 року есмінець «Вімі» глибинними бомбами пошкодив італійський підводний човен «Луїджі Тореллі», який спробував атакувати західніше Гібралтару союзний конвой HG 73
24 серпня 1942 року крейсер «Фібі» і есмінці «Квентін», «Вінсіттарт», «Вімі» і «Патфайндер» супроводжували до США лайнер «Квін Елизабет».
3 вересня 1942 року «Вімі» разом з есмінцями «Квентін» та «Патфайндер» атакували та затопили глибинними бомбами в Карибському морі поблизу Тринідаду німецьку субмарину U-162.
4 лютого 1943 року есмінці «Вімі» та «Беверлі» потопили поблизу Ньюфаундленда німецький підводний човен U-187, який здійснив спробу атакувати конвой SC 118.